# 天羽馬八
天羽 馬八（あもう うまはち、1890年（明治23年）1月7日 - 1974年（昭和49年）7月21日）は、大日本帝国陸軍軍人。最終階級は陸軍少将。

## 経歴・人物
徳島県出身。1911年（明治44年）陸軍士官学校第23期卒業、陸軍歩兵少尉に任官。1939年（昭和14年）3月に歩兵第39連隊補充隊長を経て、同年8月に陸軍歩兵大佐に任官。その後、同年10月に関東軍野戦鉄道司令部部員、1942年（昭和17年）1月に独立守備歩兵第3大隊長を経て、1944年（昭和19年）2月に第71歩兵団司令部附（第5派遣隊長、第31軍、トラック地区集団）となり、大東亜戦争に出征。同年5月、第5派遣隊を改編した独立混成第9連隊の隊長となり、同年8月に陸軍少将に昇進。パガン島の守備として終戦を迎えた。
日本がポツダム宣言を受諾した後もサイパン島タポチョ山を拠点にゲリラ化していた大場隊の大場栄大尉に、1945年（昭和20年）11月27日（発令は25日）、正式に降伏命令をする。
1947年（昭和22年）11月28日、公職追放仮指定を受けた。